# IBM Roadrunner

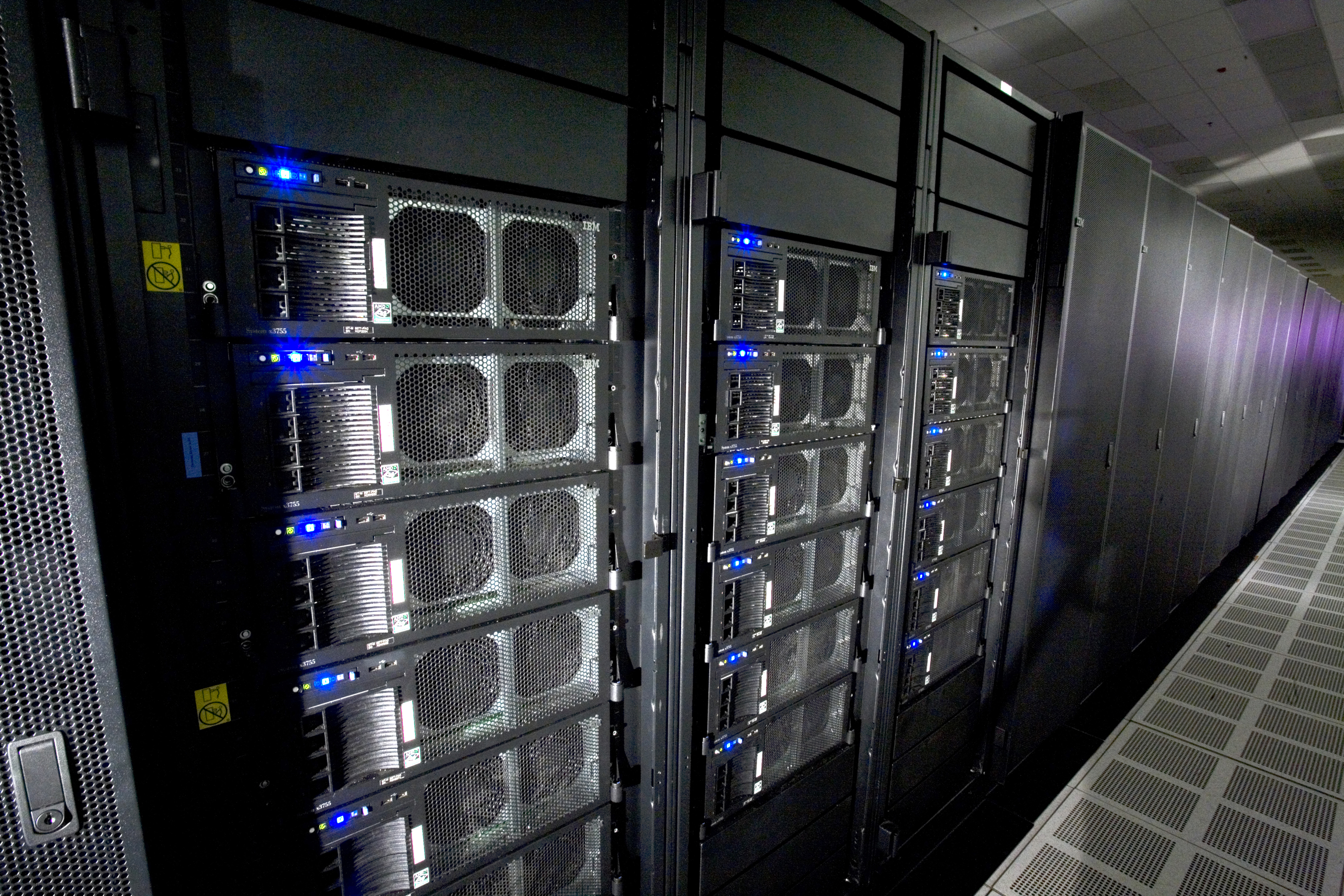
IBM Roadrunner

Roadrunner — суперкомп'ютер з  Лос-Аламоської національної лабораторії в Нью-Мексико (США). Розроблений IBM з розрахунку на пікову продуктивність в 1,7  петафлопса. Досягши 25 травня 2008 року продуктивності 1,026 петафлопса, став першим суперкомп'ютером з потужністю вище 1,0 петафлопса. У листопаді 2008 року досяг 1,456 петафлопса і зберіг перше місце в ТОП500. Був найпродуктивнішим суперкомп'ютером у світі з липня 2008 по листопад 2009 року. IBM побудувала цей комп'ютер для  Міністерства енергетики США за гібридною схемою з 6480 двоядерних процесорів AMD Opteron і 12 960 процесорів IBM  Cell 8i в спеціальних стійках TriBlade, з'єднаних за допомогою Infiniband.
Roadrunner працював під управлінням Red Hat Enterprise Linux спільно з Fedora і управлявся за xCAT. Він займав приблизно 1100 м ² і важив 226 тонн. Енергоспоживання — 3,9  МВт. Вступив до ладу в червні 2008 року. Вартість IBM Roadrunner склала 133 мільйони доларів.
Roadrunner списали з Лос-Аламоської лабораторії 31 березня 2013. На його місці, Лос-Аламос використовує суперкомп'ютер Cielo, який був встановлений в 2010 році. Cielo менше і більш енергоефективний, ніж Roadrunner, його вартість — $ 54 млн..
Міністерство енергетики США використовувало RoadRunner для розрахунку старіння ядерних матеріалів та аналізу безпеки і надійності ядерного арсеналу США. Також використовувався для наукових, фінансових, транспортних та аерокосмічних розрахунків.

## Технічні характеристики

### Процесори
Roadrunner використовували дві різні моделі процесорів. По-перше, це — AMD  Opteron 2210, що працює на 1,8 ГГц. Процесори Opteron використовуються в обчислювальних вузлах з корисними даними і в системі операцій і вузлів зв'язку передачі даних між обчислювальними вузлами, і допомагає операторам під управлінням операційної системи. Roadrunner має в цілому 6912 процесорів Opteron з яких 6480 використовується для обчислення і 432 для роботи. Opterons з'єднані між собою HyperTransport. Кожен Opteron має два ядра — загальна кількість = 13824 ядер.
Другий процесор IBM  PowerXCell 8i, що працює на частоті 3,2 ГГц. Ці процесори мають одну (PPE) і вісім спеціальних продуктивних ядер (SPE) для операцій з плаваючою точкою. Roadrunner має в цілому 12 960 процесорів PowerXCell, з 12 960 ядрами PPE і 103680 SPE ядер, в загальній складності 116 640 ядер.

### Triblade

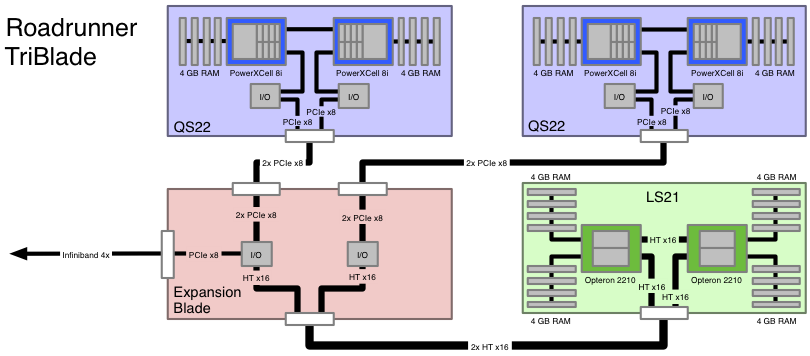
схематичний опис модуля Triblade.

Логічно, що Triblade складається з двох двоядерних процесорів Opteron з 16  ГБ RAM і чотири PowerXCell 8i процесори з 16 Гб оперативної пам'яті.
Фізично Triblade складається з одного  LS21 Opteron  леза, леза розширення і двох  QS22  Мобільних лез. LS21 має два 1,8 ГГц двоядерних Opteron, з 16 Гб пам'яті для всього леза, забезпечуючи 8 Гб для кожного процесора. Кожен має два QS22 PowerXCell 8i процесора, що працюють на частоті 3,2 ГГц і 8 ГБ оперативної пам'яті, що становить 4 Гб для кожного процесора. Розширення леза з'єднує два QS22 через чотири PCIe x8 , два посилання для кожного QS22. Вона також забезпечує підключення через Infiniband 4x DDR адаптер. Це робить загальну ширину чотири слоти для одного Triblade. Три TriBlades вписується в одне  BladeCenter H шасі. Розширення леза підключеного до Opteron леза через HyperTransport.

### Підключені пристрої (CU)
Підключений пристрій становить 60 BladeCenter H повно TriBlades, тобто 180 TriBlades. Всі TriBlades підключені до 288-портового маршрутизатора Voltaire ISR2012 Infiniband. Кожен CU також має доступ до Фалової системи Panasas через дванадцять  System x3755.
CU інформаційної системи:.
- 360 двоядерних процесорів Opteron з 2,88  TiB RAM.
- 720 PowerXCell 8i ядра з 2,88 RAM TiB.
- 12 System x3755 з двома 10-Gbit Ethernet кожен.
- 288-порт Вольтер ISR2012 вимикач з Infiniband 4x 192 (180 TriBlades і дванадцять введення / виведення вузлів).

### Кластер Roadrunner

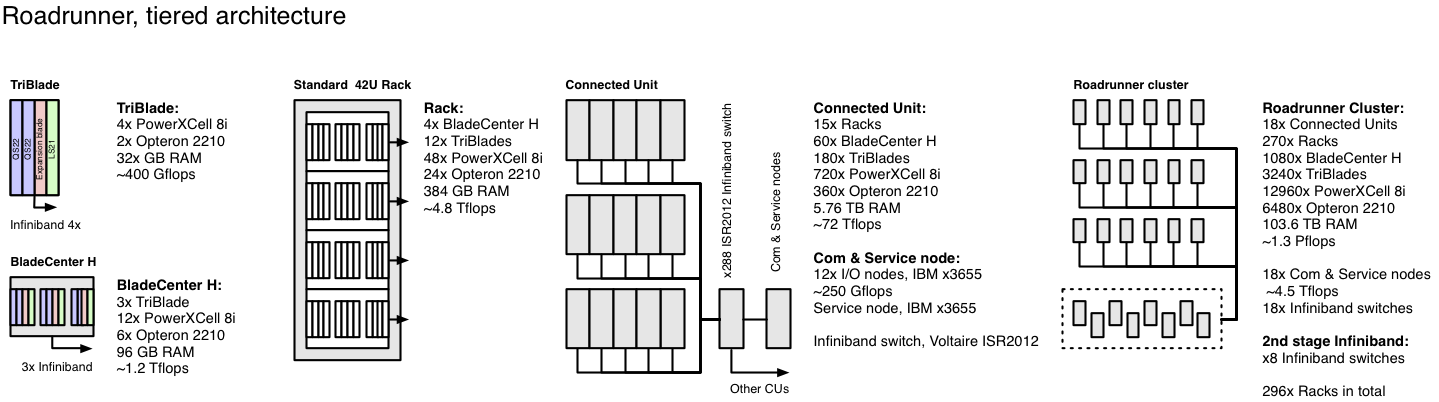
схематичний огляд багаторівневої структури кластера суперкомп'ютера Roadrunner.

Final  кластер складається з 18 підключених пристроїв, які з'єднані через вісім додаткових (другий етап) Infiniband ISR2012 перемикачів. Кожен CU підключений через дванадцять висхідних для кожного другого — ступінчастого перемикача, який робить у цілому 96 сполук висхідного каналу.
Загальна інформаційна система:
- Opteron 6480 процесори з 51,8 TiB оперативної пам'яті (у 3240 LS21 лопаті)
- 12960 Мобільний процесорів з 51,8 TiB оперативної пам'яті (у 6480 QS22 лопаті)
- 216 System x3755 I / O вузлів
- 26-288 порт Infiniband 4x ISR2012 DDR перемикачі
- 296 стійках
- 2,345  MW Потужність

## Закриття
IBM Roadrunner був зупинений 31 березня 2013. У той час як суперкомп'ютер був одним з найшвидших у світі, його енергетична ефективність була відносно низькою. Roadrunner доставлено 444 мегафлопс на ват проти 886 мегафлопс на ват порівняно з суперкомп'ютером суперкомп'ютер буде демонтовано, дослідники проведуть один місяць переписування пам'яті і маршрутизації даних експериментів, які допоможуть у розробці майбутніх суперкомп'ютерів.
Після IBM Roadrunner буде демонтована, електроніку буде подрібнено.В Лос-Аламосі буде виконано більшість руйнувань суперкомп'ютера, пославшись на секретний характер своїх розрахунків. Деякі з його частин буде збережено для історії.